# Josh Peck
Joshua Michael "Josh" Peck (født 10. november 1986 i Hell's Kitchen området i Manhattan, New York City) er en amerikansk skuespiller, komiker, filminstruktør og skuespiller bedst kendt for at spille Josh Nichols i Nickelodeon live-action-sitcommen Drake & Josh. Han begyndte sin karriere som børneskuespiller i slutningen af 1990'erne og begyndelsen af 2000'erne, og blev kendt hos det unge publikum for sin rolle i The Amanda Show. Han har siden optrådt i film som Mean Creek, Drillbit Taylor, The Wackness og Red Dawn.